# Village olympique de Melbourne
Le village olympique de Melbourne sert à héberger les athlètes des Jeux olympiques d'été de 1956.

## Historique

### Jeux olympiques de 1956
Les architectes de la Commission du logement de l'État de Victoria (en) établissent le plan général du village, tandis que les architectes du comité d'organisation s'occupent des bâtiments temporaires. La construction commence en juin 1954 et se termine en août 1956, avec quelques bâtiments toujours en travaux à l'arrivée des premières délégations, dans un contexte d'importante pénurie de logements publics à Melbourne. Le gouvernement australien soutient financièrement la construction du village à Heidelberg West (en), avec l'intention de proposer les logements à la vente et à la location après les Jeux.
En dehors du village olympique principal, un centre pour migrants à Ballarat accueille six cents personnes participant aux épreuves d'aviron et de canoë à une centaine de kilomètres de Melbourne.
Les infrastructures temporaires sont vingt salles à manger, des cuisines et des entrepôts. Un bâtiment commun est érigé par le quartier d'Heidelberg et comprend une piste de danse et un cinéma. Le village comprend également un centre médical et dentaire, une banque, un service d'interprétation, des salons de coiffure, des ateliers de couture et de retouche et un cordonnier. Des représentants religieux sont sur place et des salles sont mises à leur disposition pour les services ou pour des discussions privées. Le village est entouré d'infrastructures sportives, dont une piste d'athlétisme. Hors du village mais à proximité, on trouve un centre de presse, un bureau de poste et téléphones, un restaurant ouvert au public et des commerces de détail. Enfin, le village inclut un sauna. Prévu pour une centaine de personnes par jour, il en attire cinq fois plus certains jours. Les installations surchauffent et causent un incendie, rapidement éteint sans dégâts majeurs.
Le village héberge 6 500 personnes sur 60 hectares, dont 15 pour les terrains de sport et leurs annexes. Les logements sont de différents types, allant de la maison individuelle à des bâtiments de deux ou trois étages, pour un total de 365 bâtiments et 841 logements. Plutôt que de porter le nom de sportifs célèbres, les rues portent le nom de batailles récentes auxquelles les soldats australiens ont pris part, un choix critiqué ; finalement, pendant la durée des Jeux, les rues sont renommées Edwin Flack et Frank Beaurepaire. Pour la première fois, les femmes sont hébergées dans un quartier du village olympique, où les hommes ne sont pas admis, et peuvent se déplacer dans l'ensemble du village. Jusque-là, elles sont hébergées dans des hôtels en ville. Le quartier des femmes est séparé du reste du village olympique par une simple barrière ; une empreinte de pas masculine est retrouvée près de la barrière, et il semble qu'un perchiste grec ait sauté par-dessus la barrière pour rendre visite aux sportives. Une histoire d'amour naît également sur place entre Hal Connolly et Olga Fikotova. C'est également une des premières fois où les athlètes sont logés dans des maisons et appartements plutôt que dans des dortoirs.
Le village olympique ouvre officiellement le 29 octobre 1956, bien que les trois premières équipes soient arrivés le 16 octobre, et les dernières équipes partent le 14 décembre 1956. À la demande des athlètes, des visites sont organisées au barrage de Maroondah et dans des fermes d'élevage.

### Postérité
Après les Jeux, comme prévu, le village devient le plus grand quartier résidentiel de l'État de Victoria, hébergeant 4 362 familles, le plus souvent provenant de quartiers de centre-ville défavorisés ou d'hébergements d'après-guerre construits en urgence. Dans les années 1990, le quartier est devenu très pauvre et violent. Il est réhabilité entre 2005 et 2013, et un des sites d'entraînement jouxtant le village devient le siège du Heidelberg United FC.